# Entomogramma decora
Entomogramma decora är en fjärilsart som beskrevs av Walker 1865. Entomogramma decora ingår i släktet Entomogramma och familjen nattflyn. Inga underarter finns listade i Catalogue of Life.